# Liste des ponts de Provence-Alpes-Côte d'Azur protégés aux monuments historiques
 (mai 2025).
Cet article recense les ponts protégés aux monuments historiques en Provence-Alpes-Côte d'Azur, en France.

## Liste
| Édifice                                | Département                | Commune                                  | Coordonnées                      | Notice                        | Protection                           | Illustration                           |
| -------------------------------------- | -------------------------- | ---------------------------------------- | -------------------------------- | ----------------------------- | ------------------------------------ | -------------------------------------- |
| Pont romain de Céreste                 | Alpes-de-Haute-Provence    | Céreste-en-Luberon                       | 43° 51′ 33″ nord, 5° 35′ 41″ est | « PA00080364 »                | Classé MH (1862)                     | Pont romain de Céreste                 |
| Pont Haut                              | Alpes-de-Haute-Provence    | Colmars                                  | 44° 11′ 12″ nord, 6° 37′ 54″ est | « PA00080374 »                | Inscrit MH (1948)                    | Pont Haut                              |
| Pont Saint-Roch                        | Alpes-de-Haute-Provence    | Colmars                                  | 44° 10′ 49″ nord, 6° 37′ 25″ est | « PA00080375 »                | Inscrit MH (1927)                    | Pont Saint-Roch                        |
| Pont de la Reine Jeanne                | Alpes-de-Haute-Provence    | Entrepierres                             | 44° 11′ 13″ nord, 6° 02′ 38″ est | « PA00080384 »                | Inscrit MH (1987)                    | Pont de la Reine Jeanne                |
| Pont sur la Vaire                      | Alpes-de-Haute-Provence    | Le Fugeret                               | 44° 00′ 15″ nord, 6° 38′ 24″ est | « PA00080402 »                | Inscrit MH (1981)                    | Pont sur la Vaire                      |
| Pont romain de Lurs                    | Alpes-de-Haute-Provence    | Ganagobie, Lurs                          | 43° 59′ 05″ nord, 5° 54′ 31″ est | « PA00080403 » « PA00080412 » | Classé MH (1963)                     | Pont romain de Lurs                    |
| Pont romain du Lauzet                  | Alpes-de-Haute-Provence    | Le Lauzet-Ubaye                          | 44° 25′ 53″ nord, 6° 26′ 03″ est | « PA00080410 »                | Inscrit MH (1987)                    | Pont romain du Lauzet                  |
| Pont roman de Mane                     | Alpes-de-Haute-Provence    | Mane                                     | 43° 55′ 48″ nord, 5° 45′ 23″ est | « PA00080416 »                | Classé MH (1970)                     | Pont roman de Mane                     |
| Pont d'Aiguines                        | Alpes-de-Haute-Provence    | Moustiers-Sainte-Marie                   | 43° 47′ 57″ nord, 6° 13′ 39″ est | « PA00080439 »                | Inscrit MH (1945)                    | Pont d'Aiguines                        |
| Pont de Gueydan                        | Alpes-de-Haute-Provence    | Saint-Benoît                             | 43° 58′ 17″ nord, 6° 45′ 36″ est | « PA00080460 »                | Classé MH (1944)                     | Image manquante Téléverser             |
| Pont de la Reine Jeanne                | Alpes-de-Haute-Provence    | Saint-Benoît                             | 43° 57′ 30″ nord, 6° 44′ 02″ est | « PA00080461 »                | Inscrit MH (1928)                    | Pont de la Reine Jeanne                |
| Pont du Moulin                         | Alpes-de-Haute-Provence    | Thorame-Haute                            | 44° 06′ 01″ nord, 6° 34′ 09″ est | « PA00080503 »                | Classé MH (1977)                     | Pont du Moulin                         |
| Pont du Bourget                        | Alpes-Maritimes            | Antibes                                  | 43° 36′ 38″ nord, 7° 07′ 00″ est | « PA00080659 »                | Inscrit MH (1935)                    | Image manquante Téléverser             |
| Pont du Coq                            | Alpes-Maritimes            | La Brigue                                | 44° 03′ 52″ nord, 7° 37′ 49″ est | « PA00080685 »                | Inscrit MH (1987)                    | Pont du Coq                            |
| Viaduc du Caramel                      | Alpes-Maritimes            | Castillon                                | 43° 49′ 42″ nord, 7° 28′ 52″ est | « PA06000072 »                | Inscrit MH (2022)                    | Viaduc du Caramel                      |
| Viaduc du Careï                        | Alpes-Maritimes            | Castillon                                | 43° 49′ 45″ nord, 7° 28′ 28″ est | « PA06000073 »                | Inscrit MH (2022)                    | Viaduc du Careï                        |
| Vieux Pont de Sospel                   | Alpes-Maritimes            | Sospel                                   | 43° 52′ 41″ nord, 7° 26′ 57″ est | « PA00080876 »                | Classé MH (1924)                     | Vieux Pont de Sospel                   |
| Pont de Saint-Pons                     | Bouches-du-Rhône           | Aix-en-Provence                          | 43° 30′ 21″ nord, 5° 20′ 52″ est | « PA00081104 »                | Classé MH (1944) · Inscrit MH (2023) | Pont de Saint-Pons                     |
| Pont de Constantin                     | Bouches-du-Rhône           | Arles                                    | 43° 40′ 56″ nord, 4° 37′ 36″ est | « PA00081182 »                | Classé MH (1920)                     | Pont de Constantin                     |
| Pont de Fourques                       | Bouches-du-Rhône           | Arles, Fourques (Gard)                   | 43° 41′ 17″ nord, 4° 36′ 47″ est | « PA00081183 »                | Inscrit MH (1988)                    | Pont de Fourques                       |
| Pont Van-Gogh                          | Bouches-du-Rhône           | Arles                                    | 43° 39′ 25″ nord, 4° 37′ 16″ est | « PA00081184 »                | Inscrit MH (1986) · Classé MH (1988) | Pont Van-Gogh                          |
| Pont de Mirabeau                       | Bouches-du-Rhône, Vaucluse | Jouques, Mirabeau                        | 43° 41′ 23″ nord, 5° 40′ 02″ est | « PA00081293 » « PA00082081 » | Inscrit MH (1988)                    | Pont de Mirabeau                       |
| Pont suspendu sur la Durance           | Bouches-du-Rhône, Vaucluse | Mallemort, Mérindol                      | 43° 44′ 16″ nord, 5° 10′ 25″ est | « PA00081320 » « PA00082078 » | Inscrit MH (1986) · Classé MH (2014) | Pont suspendu sur la Durance           |
| Pont Flavien                           | Bouches-du-Rhône           | Saint-Chamas                             | 43° 32′ 29″ nord, 5° 02′ 35″ est | « PA00081426 »                | Classé MH (1840)                     | Pont Flavien                           |
| Viaduc de Saint-Chamas                 | Bouches-du-Rhône           | Saint-Chamas                             | 43° 32′ 33″ nord, 5° 02′ 59″ est | « PA00081427 »                | Inscrit MH (1984)                    | Viaduc de Saint-Chamas                 |
| Pont d'Asfeld                          | Hautes-Alpes               | Briançon                                 | 44° 53′ 56″ nord, 6° 38′ 50″ est | « PA00080540 »                | Classé MH (1988)                     | Pont d'Asfeld                          |
| Pont sur le Maurian de La Grave        | Hautes-Alpes               | La Grave                                 | 45° 02′ 55″ nord, 6° 18′ 52″ est | « PA00080574 »                | Inscrit MH (1989)                    | Pont sur le Maurian de La Grave        |
| Pont médiéval de Châteauneuf-de-Chabre | Hautes-Alpes               | Val Buëch-Méouge                         | 44° 16′ 39″ nord, 5° 47′ 35″ est | « PA00080546 »                | Classé MH (1981)                     | Pont médiéval de Châteauneuf-de-Chabre |
| Pont médiéval sur l'Aille              | Var                        | Le Cannet-des-Maures                     | 43° 21′ 29″ nord, 6° 23′ 38″ est | « PA00081569 »                | Inscrit MH (1943)                    | Image manquante Téléverser             |
| Pont souche de Comps-sur-Artuby        | Var                        | Comps-sur-Artuby                         | 43° 42′ 59″ nord, 6° 31′ 51″ est | « PA00081781 »                | Inscrit MH (1990)                    | Pont souche de Comps-sur-Artuby        |
| Pont des Esclapes                      | Var                        | Fréjus                                   | 43° 26′ 18″ nord, 6° 42′ 22″ est | « PA00081618 »                | Classé MH (1939)                     | Pont des Esclapes                      |
| Pont romain de Pourcieux               | Var                        | Pourcieux, Saint-Maximin-la-Sainte-Baume | 43° 27′ 57″ nord, 5° 48′ 57″ est | « PA00081691 » « PA00081713 » | Classé MH (1943) · Classé MH (2025)  | Image manquante Téléverser             |
| Pont du Gourgaret                      | Var                        | Salernes                                 | 43° 33′ 55″ nord, 6° 13′ 31″ est | « PA00081731 »                | Inscrit MH (1981)                    | Pont du Gourgaret                      |
| Pont levant de La Seyne-sur-Mer        | Var                        | La Seyne-sur-Mer                         | 43° 06′ 09″ nord, 5° 52′ 59″ est | « PA00081737 »                | Inscrit MH (1987)                    | Pont levant de La Seyne-sur-Mer        |
| Pont de Tourves                        | Var                        | Tourves                                  | 43° 23′ 22″ nord, 5° 55′ 53″ est | « PA00081767 »                | Inscrit MH (1937)                    | Pont de Tourves                        |
| Vieux-Pont de Vins-sur-Caramy          | Var                        | Vins-sur-Caramy                          | 43° 25′ 53″ nord, 6° 08′ 33″ est | « PA00081779 »                | Inscrit MH (1931)                    | Vieux-Pont de Vins-sur-Caramy          |
| Pont Julien                            | Vaucluse                   | Apt                                      | 43° 51′ 45″ nord, 5° 18′ 23″ est | « PA00081981 »                | Classé MH (1914)                     | Pont Julien                            |
| Pont Saint-Bénézet                     | Vaucluse                   | Avignon                                  | 43° 57′ 14″ nord, 4° 48′ 18″ est | « PA00081815 »                | Classé MH (1840)                     | Pont Saint-Bénézet                     |
| Pont sur l'Ouvèze                      | Vaucluse                   | Bédarrides                               | 44° 02′ 21″ nord, 4° 54′ 01″ est | « PA84000027 »                | Inscrit MH (2001)                    | Pont sur l'Ouvèze                      |
| Pont à coquille sur l'Aigue-Brun       | Vaucluse                   | Bonnieux, Lourmarin                      | 43° 46′ 30″ nord, 5° 21′ 05″ est | « PA00081982 » « PA00082068 » | Inscrit MH (1988)                    | Pont à coquille sur l'Aigue-Brun       |
| Pont des Arméniers                     | Vaucluse                   | Sorgues                                  | 44° 01′ 26″ nord, 4° 50′ 39″ est | « PA84000031 »                | Inscrit MH (2001)                    | Pont des Arméniers                     |
| Pont romain de Vaison-la-Romaine       | Vaucluse                   | Vaison-la-Romaine                        | 44° 14′ 20″ nord, 5° 04′ 29″ est | « PA00082186 »                | Classé MH (1840)                     | Pont romain de Vaison-la-Romaine       |